# Ferenc Hammang
Ferenc Hammang (ur. 20 maja 1944 w Budapeszcie) – węgierski szermierz, szablista, brązowy medalista olimpijski i czterokrotny medalista mistrzostw świata. 
Na igrzyskach olimpijskich w Montrealu w 1976 roku zajął czwarte miejsce drużynowo. W zawodach indywidualnych nie startował. Podczas rozgrywanych cztery lata później igrzysk olimpijskich w Moskwie reprezentacja Węgier w składzie: Imre Gedővári, Pál Gerevich, Ferenc Hammang, Rudolf Nébald i György Nébald zdobyła brązowy medal w turnieju drużynowym. W rywalizacji indywidualnej ponownie nie wystartował.
Podczas mistrzostw świata w Göteborgu w 1973 roku wspólnie z Tamásem Kovácsem, Attilą Kovácsem, Péterem Marótem i Pálem Gerevichem zdobył złoty medal w zawodach drużynowych. W tej samej konkurencji zdobywał następnie złoty medal na mistrzostwach świata w Hamburgu (1978), srebrny na mistrzostwach świata w Budapeszcie (1975) oraz brązowy na mistrzostwach świata w Buenos Aires (1977).